# Emil Scaria

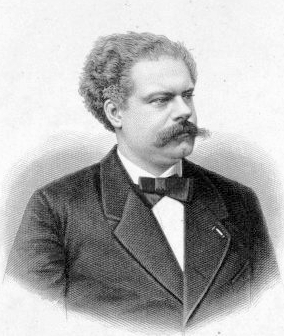
Emil Scaria, porträtiert von August Weger

Emil Scaria (18. September 1840 in Graz – 22. Juli 1886 in Blasewitz bei Dresden) war ein österreichischer Opernsänger in der Stimmlage Bass. Er sang an zahlreichen Bühnen in ganz Deutschland und war ab 1873 Ensemblemitglied der Wiener k.u.k. Hofoper. In den 1880er Jahren gastierte er in London, Paris, Rom, St. Petersburg und in den Vereinigten Staaten.
Scaria war der erste Escamillo außerhalb Frankreichs, der erste Wotan in Wien, Berlin und London. Er sang 1882 den Gurnemanz in der Uraufführung von Richard Wagners Parsifal bei den Bayreuther Festspielen. Scaria starb in Umnachtung.

## Leben und Werk
Scaria war Sohn eines Arztes in Graz. Schon im elterlichen Hause beschäftigte er sich mit Gesangsstudien. Er ging für ein Studium der Rechtswissenschaften nach Wien, nahm parallel dazu regelmäßig Gesangsstunden bei Giovanni Gentiluomo. Weitere Lehrer waren Josef Netzer in Graz und Richard Lewy in Wien. Am 14. April 1860 debütierte er in Pest als Graf von Saint-Bris in Meyerbeers Hugenotten. Das Debüt fiel nicht gut aus, er wurde entlassen. Ähnlich erging es ihm in Brünn, Magdeburg und Frankfurt a. M., wo er als Sarastro, Kardinal, Eremit und Justinian gastierte. Man riet ihm, die Theaterkarriere aufzugeben. Scaria ließ sich nicht entmutigen und ging 1862 zu weiteren Studien nach London. Dort wurde er Schüler des Baritons Manuel García jr., machte rasch Fortschritte und sang ein Konzert im Crystal Palace. Im Publikum befand sich der Komponist und Dirigent Franz Abt, der ihn daraufhin nach Dessau empfahl.

### Dessau, Leipzig und Dresden

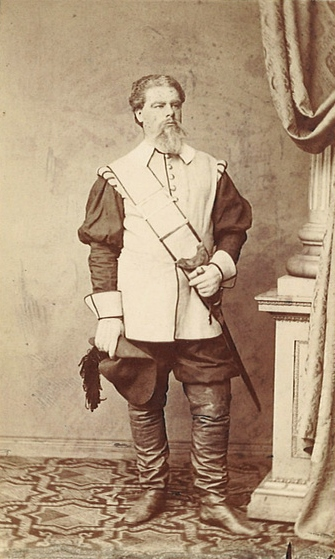
In Meyerbeers Hugenotten, 1860

Das Engagement am Hoftheater von Dessau wurde zum Ausgangspunkt für eine große Karriere. Er „gewann bald festen Boden und wurde zum Liebling des dortigen Publikums“. 1863 wurde er von Direktor Rudolf Wirsing ans Stadttheater Leipzig verpflichtet, ohne vorherige Proberollen, was damals unüblich war. 1865 folgte er – nach einem Auftritt als Bertram in Meyerbeers Robert der Teufel – einem Ruf als Erster Bassist an das Königliche Hoftheater Dresden, wo er bis 1872 engagiert blieb. Scaria reüssierte in Dresden insbesondere im komischen Fach, als Falstaff (in Nicolais Lustigen Weibern von Windsor), als Dulcamara (in Donizettis Liebestrank) sowie in Lortzing-Rollen wie Peter der Erste in Zar und Zimmermann. Mit seiner kräftigen Stimme dunkler Färbung, die ihm aufgrund des enormen Tonumfangs erlaubte, auch Baritonpartien zu übernehmen, wurde er zu einem Publikumsliebling der Stadt.
„Während dieser Zeit war sein Ruhm über Deutschland bereits hinausgedrungen und Gastspielanträge kamen von allen Seiten.“ Laut Ludwig Eisenberg zählten zu „seinen rühmlichsten Erfolgen außerhalb Dresdens“ damals ein Gastspiel in London und seine Beteiligung an den Münchener Mustervorstellungen von Opern Richard Wagners im Jahre 1867, wo er den Landgrafen im Tannhäuser und König Heinrich im Lohengrin übernahm, beide Inszenierungen wurden von Wagner selbst dirigiert, und „die Zufriedenheit des Meisters, der ihn später den glänzendsten Bassisten seiner Zeit nannte, in hohem Grade erwarb.“ Weniger erfolgreich verliefen im folgenden Jahr erste Gastspiele als Sarastro und Marcel an der k.u.k. Hofoper in Wien, die damals noch im Kärntnertortheater beheimatet war.
Während seiner Dresdner Jahre erarbeitete sich Scaria ein breites Rollenrepertoire, das im österreichischen und deutschen Fach von Mozart, Beethoven und Schubert über Spielopern und Romantik bis zu den schweren späten Wagner-Partien reichte und im italienischen Fach von Belcanto bis Verdi. Im französischen Fach sang Scaria alle damals gängigen Werke von Gluck bis zu den zeitgenössischen Komponisten Meyerbeer, Halévy, Thomas und Bizet. In Dresden wirkte er 1868 in der Uraufführung einer rasch vergessenen Oper von Franz von Holstein mit, in seiner Dresdner Zeit gastierte er außerdem an den Hofopern von München, Berlin und Stuttgart, an den Opernhäusern von Köln und Leipzig, an den Bühnen von Bremen, Mannheim, Prag, Brünn und Basel. 1869 wirkte Scaria, der auch ein gefragter Konzertsänger war, beim Niederrheinischen Musikfest in Düsseldorf mit, 1870 in den Weimarer Musteraufführungen.

### K.u.k. Hofoper in Wien
Von 1. Mai 1873 bis zu seinem Tod war Scaria Mitglied der Wiener Hofoper. Obwohl er als herausragender Wagner-Sänger nach Wien verpflichtet worden war und sein Engagement mit dem König Heinrich im Lohengrin begann, eroberte er die Sympathien des Wiener Publikums insbesondere im komischen Fach und in einer Vielzahl von Opern des französischen Repertoires, darunter zumindest fünf Partien in Werken des Richard-Wagner-Kontrahenten Meyerbeer, als Mephisto in Gounods Faust und Kardinal Brogni in Halévys Jüdin, aber auch in heute eher unbekannten Opern weitgehend vergessener Komponisten wie Auber, Boieldieu, Massé oder Méhul. Publikumsliebling wurde er in Wien insbesondere in heiteren und komischen Opern, beispielsweise als Sir John Falstaff in Nicolais Lustigen Weibern von Windsor, eine Rolle, die er in Wien zumindest 44-mal verkörperte. In der ersten Aufführung der Carmen von Georges Bizet außerhalb Frankreichs sang er den Escamillo. Seine Partner in der Wiener Erstaufführung vom 23. Oktober 1875 waren Bertha Ehnn (in der Titelpartie), Georg Müller (als Don José) und Mila Kupfer-Berger (als Micaëla).
Als Bühnenerscheinung, in Spiel und Gesangstechnik, insbesondere in puncto Wortdeutlichkeit und müheloses Ansprechen der Stimme in allen Lagen und Stärkegraden, entsprach er dem zeitgenössischen Ideal des Wagner-Interpreten. Am 2. März 1876 sang er den König Heinrich im Lohengrin in einer Wiener Vorstellung, die vom Komponisten dirigiert wurde. Dieser kannte und schätzte den Sänger bereits aus München. Scaria hatte auch 1875 an ersten Bayreuther Proben für die Uraufführung der Götterdämmerung teilgenommen, in der er laut Wunsch Wagners den Hagen singen sollte. Im Sommer 1876 kam es allerdings in Bayreuth zum Zerwürfnis: „Leider endete die Mitwirkung Scaria’s in unerquicklicher Weise mit der Abreise des in seinen Forderungen allzu anspruchsvollen Sängers noch vor der Aufführung; nur in einer Probe konnte er zeigen, welch gewaltige Figur er aus dem dämonischen Nibelungensohne gestaltet hätte.“
Trotz seiner zahlreichen Auslandsengagements blieb Scaria der Wiener Hofoper bis zum Ende seiner Laufbahn treu und sang dort auch kleinere Partien wie den Oberpriester des Brahma in der Afrikanerin, der nur im vierten von fünf Akten auftritt, oder den Ersten Totengräber im Hamlet. 1877 und 1878 übernahm er in der Wiener Erstaufführung des Ring des Nibelungen den Wotan und Wanderer. Von 20. Juni bis 31. Dezember 1880 leitete er im Rahmen eines Regiekollegiums – gemeinsam mit Karl Mayerhofer und Gustav Walter – die Hofoper.

### Wanderndes Wagner Theater
Als der Sänger und Impresario Angelo Neumann begann, sein Wanderndes Wagner Theater aufzubauen und die Berliner Erstaufführung des Ring des Nibelungen vorbereitete, hörte er Scaria als Wotan und Wanderer in Wien. Er engagierte ihn umgehend, doch als Wagner von dieser Besetzung erfuhr, war er empört und wollte umgehend wieder abreisen. Nur mit Mühe konnte Neumann den Komponisten davon abhalten. Die Darstellung der Partie durch Scaria begeisterte Wagner, er „vergaß allen Groll und forderte S. auf, im nächsten Jahre im Parsifal in Bayreuth mitzuwirken.“ Der Ring wurde im Mai 1881 im Berliner Victoria-Theater gegeben. Am 2. Juni sang Scaria im Königlichen Opernhaus den König Heinrich im Lohengrin und „hob diese sonst nicht so bedeutsame Rolle durch seine wuchtige und hoheitvolle Kunst zu ungeahnter Höhe.“

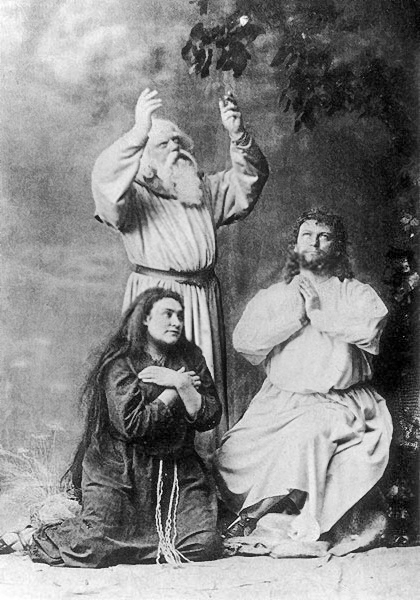
Uraufführung des Parsifal 1882 in Bayreuth mit Amalie Materna, Emil Scaria und Hermann Winkelmann

Am 4. Januar 1882, im Jahr der Fertigstellung und Uraufführung des Parsifal träumte Richard Wagner von dem Sänger. Cosima Wagner notierte im Traumtagebuch ihres Ehemannes: „R. träumt von einer Aufführung des Lohengrin, worin die Sänger, vornehmlich Scaria, ihre Rollen vergessen hätten.“
Nach der Versöhnung zwischen Komponist und Sänger bestanden auch keine Einwände Wagners mehr gegen die Verpflichtung Scarias für die Londoner Erstaufführung des Ring des Nibelungen im Jahr 1882 sowie für weitere Neumann-Gastspiele. In London ereignete sich ein tragischer Vorfall im Rahmen der ersten Walküre-Vorstellung, die „bereits die düsteren Schatten des späteren Endes vorauswarf“, so Angelo Neumann. Zwar hatte Scaria als Wotan die Erzählung des zweiten Aktes „zu prachtvoller Wirkung“ gebracht, doch betrat er im dritten Akt, in der Walküren-Szene, die Bühne von der falschen Seite, „furchtsam und scheu, wie jemand der verfolgt wird, mit gebeugten Schultern und gesenktem Speer“. Neumann und Heinrich Vogl, der an diesem Abend spielfrei war, beobachteten die Szene aus ihrer Loge: „Um Himmelswillen, Scaria ist wahnsinnig geworden!“, rief Vogl aus. Mit Entsetzen beobachteten sie, wie der Sänger den ganzen dritten Akt hindurch markierte, „die hohen Noten in der tieferen Oktave und die tieferen in der höheren Oktave sang“ und währenddessen stets „scheu in die Kulissen blickte.“ Tags darauf klagte er zwar über heftige Kopfschmerzen, war sich aber seines Zustands offenbar nicht bewusst. Er verlangte zwei Klavierproben für den tags darauf stattfindenden Siegfried, die ebenso sehr beunruhigten: „Völliges Nichtwissen des Textes und der Noten, die Partie erschien Scaria ganz neu! Armer Scaria!“
Er sang zwar dann noch den Wanderer im Siegfried, jedoch „entfielen ihm ganze Strecken der Rolle, die er zuvor doch spielend beherrscht hatte“. Emil Scaria wurde von den weiteren Verpflichtungen in London entbunden, konnte sich aber in den kommenden Monaten soweit erholen, dass er das Engagement in Bayreuth wahrnehmen konnte.

### Uraufführung des Parsifal
Das späte Debüt bei den Bayreuther Festspielen, anstelle des Hagen in der Götterdämmerung, erfolgte Ende Juli 1882. Emil Scaria verkörperte den Gurnemanz in der Uraufführung des Parsifal und trug damit erheblich zum Erfolg des ambitionierten Projekts bei.
Zwar musste für die Bayreuther Uraufführung ein eigener Souffleur für den Sänger verpflichtet werden, jedoch verbesserte sich sein Zustand während der Festspiele und danach derart, dass er während der Tournee des Wandernden Wagner-Theaters in der Saison 1882/83 erneut den Wotan und den Wanderer „bewundernswürdig zu Gehör“ bringen konnte: in Rom, Amsterdam, Brüssel und an anderen Orten. 1883 war er der König Marke in der Wiener Erstaufführung von Tristan und Isolde und sang diese Rolle im selben Jahr auch in Berlin. Auch bei den Bayreuther Festspielen 1883, den ersten nach dem Tode Wagners, und erneut 1884 übernahm er wiederum den Gurnemanz. Im Jahre 1883 wurde ihm zusätzlich, in Nachfolge Wagners, die Spielleitung übertragen.
Scaria sang den Gurnemanz auch in einer konzertanten Aufführung außerhalb Bayreuths, am 10. November 1884 in der Londoner Royal Albert Hall. Ob er an den Separatvorstellungen für König Ludwig II. von Bayern in München ebenfalls teilgenommen hat, ist bislang noch nicht erforscht, jedoch eher unwahrscheinlich.

### Nordamerika

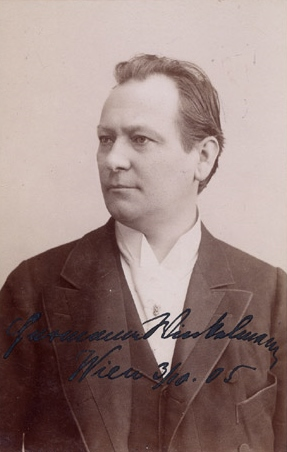
Hermann Winkelmann

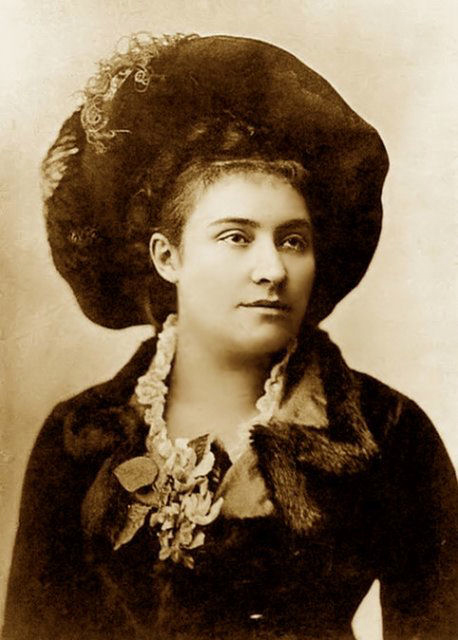
Amalie Materna

Von Anfang April bis 28. Juni 1884 bestritt er gemeinsam mit der Sopranistin Amalie Materna und dem Heldentenor Hermann Winkelmann eine Wagner-Konzerttour durch die Vereinigten Staaten und Kanada, veranstaltet von Charles E. Locke und dirigiert von Theodore Thomas. Für das New Yorker Konzert wurde das Orchester auf 150 Mann aufgestockt und ein 600-köpfiger Chor zusammengestellt. An den Konzerten nahm auch Christine Nilsson teil sowie eine Reihe weiterer amerikanischer Sänger. Vorgestellt wurden zumindest Auszüge aus Tannhäuser, Lohengrin, Meistersinger von Nürnberg, Walküre und Götterdämmerung sowie Parsifal. Insgesamt fanden siebzig Konzerte statt, darunter San Francisco, Chicago, Cincinnati und Montreal.
1885 gastierte er anlässlich Neumanns Direktionsantritt in Prag.

### Zusammenbruch und Tod
Am 24. Jänner 1886 sang er in der Wiener Hofoper den Landgrafen im Tannhäuser und der Sängerkrieg auf Wartburg. Während dieser Vorstellung „brach die latente Krankheit in furchtbarer Weise hervor“, so Angelo Neumann. Der Sänger musste die Darstellerin der Elisabeth während des zweiten Aufzuges fragen, welche Oper denn heute gegeben werde. Die Aufführung endete mit dem vollständigen nervlichen Zusammenbruch des Sängers. Er zog sich daraufhin nach Blasewitz zurück, wo er in der später nach ihm benannten Straße wahrscheinlich zwei Villen hatte erbauen lassen, und wohnte im Haus Nr. 11. Er starb am 22. Juli 1886 in Blasewitz. Begraben wurde er in Frankfurt am Main, wo er oft als Gast am Opernhaus gesungen hatte.

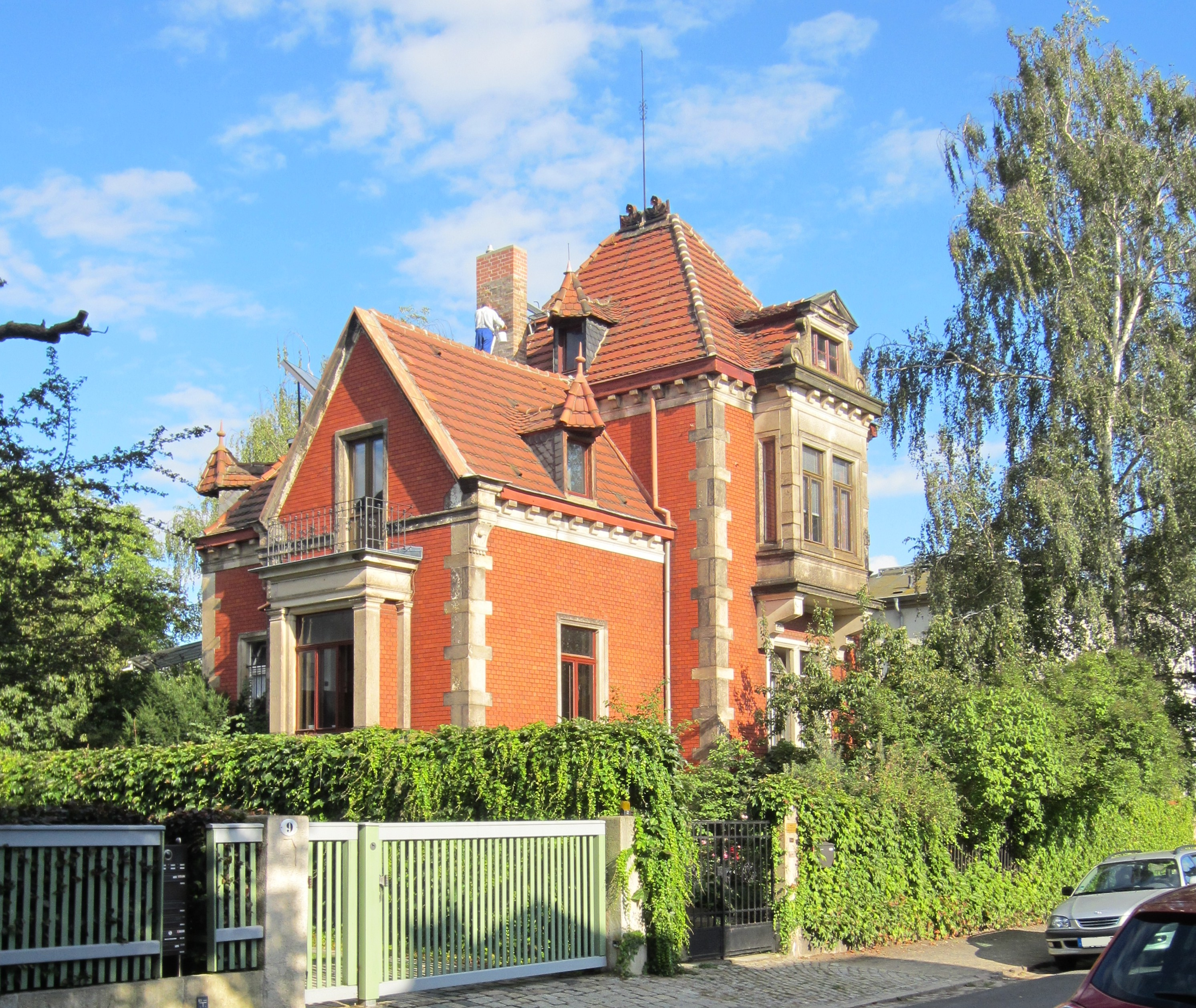
Scariastraße 11

Es gibt eine breite Palette von Spekulationen, was zu Scarias Zusammenbruch geführt haben könnte, von Überarbeitung generell und Überanstrengung durch Wagner-Partien im Besonderen über Börsenfieber als Folge seiner spekulativen Anlagen bis zu fortschreitendem Gedächtnisverlust, der sich schon in den Jahren zuvor angekündigt habe, so Richard Sternfeld.

## Charakteristik der Stimme
Es findet sich in der Operngeschichte kein anderer Sänger, der sowohl Osmin, die tiefstliegende Basspartie, als auch Wotan, Figaro, Falstaff und den Helden-Bariton Escamillo singen konnte. Seine vokale Spannweite reichte vom Basso profondo über lyrische und dramatische Bassbariton-Rollen bis zum klassischen Kavalier-Bariton, überall, so Richard Sternfeld in der Neuen Deutschen Biographie, „trat er vortheilhaft durch Lernlust, Sicherheit und feinsinnige Durcharbeitung der Partien hervor.“
Die Stimme Emil Scarias wird als groß dimensioniert, kraftvoll und von dunkler Tonfülle geschildert, seine Diktion als kristallklar und vorbildlich. Der Wiener Musikkritiker Eduard Hanslick schrieb, die vorsichtig abgedämpften hohen Töne hätten einen großen Kontrast zu der Kraft in den tiefen und mittleren Lagen gebildet. Der Berliner Kritiker Paul Lindau, der Wagner und Bayreuth durchaus kritisch gegenüberstand, pries ihn als „Sänger mit einer mächtigen, voll- und reintönenden Stimme, die ausgezeichnet geschult ist, mit tadellos scharfer Aussprache, verständnisvoller Declamation und vortrefflichem Spiel“.

## Rollen (Auswahl)

### Uraufführungen
- 1868 Franz von Holstein: Der Haideschacht – Königliches Hoftheater Dresden
- 1877 Ignaz Brüll: Der Landfriede – k. u. k. Hofoper zu Wien (Ritter von Bofesen)
- 1882 Richard Wagner: Parsifal – Bayreuther Festspiele (Gurnemanz)

### Repertoire
| Auber: - Pietro in Die Stumme von Portici - Graf Juliano und Gil-Perez in Der schwarze Domino - König in Carlo Broschi oder des Teufels Anteil Beethoven: - Rocco im Fidelio Bizet: - Escamillo in Carmen Boieldieu: - Gaveston in Die weiße Dame - Ober-Seneschall in Johann von Paris Brüll: - Bombardon in Das goldene Kreuz - Der in Der Landfriede - Fanfaron in Bianca Cherubini: - Mikéli in Der Wasserträger Donizetti: - Dulcamara in Der Liebestrank - Don Alfonso in Lucrezia Borgia - Sulpice in Die Regimentstochter - Marchese von Boisfleury in Linda di Chamounix - Dom Juan in Dom Sébastien Flotow: - Plumkett in Martha Gluck: - Herkules in Alceste - Kalchas in Iphigenie in Aulis Goetz: - Hortensio in Der Widerspenstigen Zähmung Gounod: - Mephisto in Faust Halévy: - Kardinal Brogni in Die Jüdin Lortzing: - Titelpartie in Der Waffenschmied - Van Bett in Zar und Zimmermann Marschner: - Bruder Tuck in Der Templer und die Jüdin Massé: - Herr von St. Croix in Paul und Virginie |  | Méhul: - Jakob in Joseph und seine Brüder Meyerbeer: - Bertram in Robert der Teufel - Marcel und Graf von Saint-Bris in Die Hugenotten - Gritzenko in Der Nordstern - Graf Obertal in Der Prophet - Il Gran Bramino in Die Afrikanerin Mozart: - Osmin in Die Entführung aus dem Serail - Titelpartie in Der Schauspieldirektor - Figaro in Die Hochzeit des Figaro - Leporello und Komtur im Don Giovanni - Sarastro und Sprecher in Die Zauberflöte Nicolai: - Falstaff in Die lustigen Weiber von Windsor Rossini: - Bartolo in Der Barbier von Sevilla - Walther Fürst in Wilhelm Tell Schubert: - Franz Spieß in Die Zwillingsbrüder Schumann: - Siegfried in Genoveva Thomas: - Claudius und Erster Totengräber in Hamlet Verdi: - Ramfis in Aida Wagner: - Der Kardinal in Rienzi - Titelpartie in Der fliegende Holländer - Landgraf in Tannhäuser - König Heinrich in Lohengrin - König Marke in Tristan und Isolde - Hans Sachs und Veit Pogner in Die Meistersinger von Nürnberg - Wotan in Das Rheingold - Wotan in Die Walküre - Wanderer in Siegfried - Gurnemanz in Parsifal Weber: - Kaspar und Eremit in Der Freischütz - Lysiart in Euryanthe |

Es wurden die deutschsprachigen Titel der Oper verwendet, da im 19. Jahrhundert im Regelfall in deutschen Übersetzungen gesungen wurde. Quellen für das Rollenverzeichnis:

## Privates
Emil Scaria zählte zu den berühmten Persönlichkeiten der Freimaurerei seiner Zeit. Er war u. a. Mitglied der Dresdener Loge „Zum goldenen Apfel“ und Meister vom Stuhl der Wiener Loge „Zukunft“, die allerdings wegen des Logenverbots in Österreich als so genannte „Grenzloge“ im benachbarten, damals ungarischen Pressburg arbeitete.
Er soll ein sehr geselliger Mensch gewesen sein, oft zu Scherzen aufgelegt. Er war verheiratet.

## Gedenken
In Wien trägt der Scariaweg in Ottakring seinen Namen. In Dresden gibt es eine Scariastraße.